# Disceratus immanis
Disceratus immanis är en insektsart som beskrevs av Morgan Hebard 1924. Disceratus immanis ingår i släktet Disceratus och familjen vårtbitare. Inga underarter finns listade i Catalogue of Life.